# Tom Selleck
Thomas William "Tom" Selleck (født 29. januar 1945) er en amerikansk skuespiller, manuskriptforfatter og filmproducer. Han kendes bl.a. for sin hovedrolle i tv-serien Magnum, P.I..

## Filmografi i udvalg

### Film
- High Road to China (1983)
- Lassiter (1984)
- Tre mand og en baby (1987)
- Tre mand og en lille dame
- Folks! (1992)
- Mr. Baseball (1992)
- Five Killers (2009)
- Jesse Stone: Innocents Lost (2011)

### Tv
- Magnum, P.I. (1980-1988)
- Venner (1996), flere afsnit
- Las Vegas (2007), sæson fem
- Blue Bloods (2010-2024)